# Rivière du Nord (Nouveau-Brunswick)
Pour les articles homonymes, voir Rivière du Nord.
La rivière du Nord est un cours d'eau du nord-est du Nouveau-Brunswick, au Canada.

## Géographie

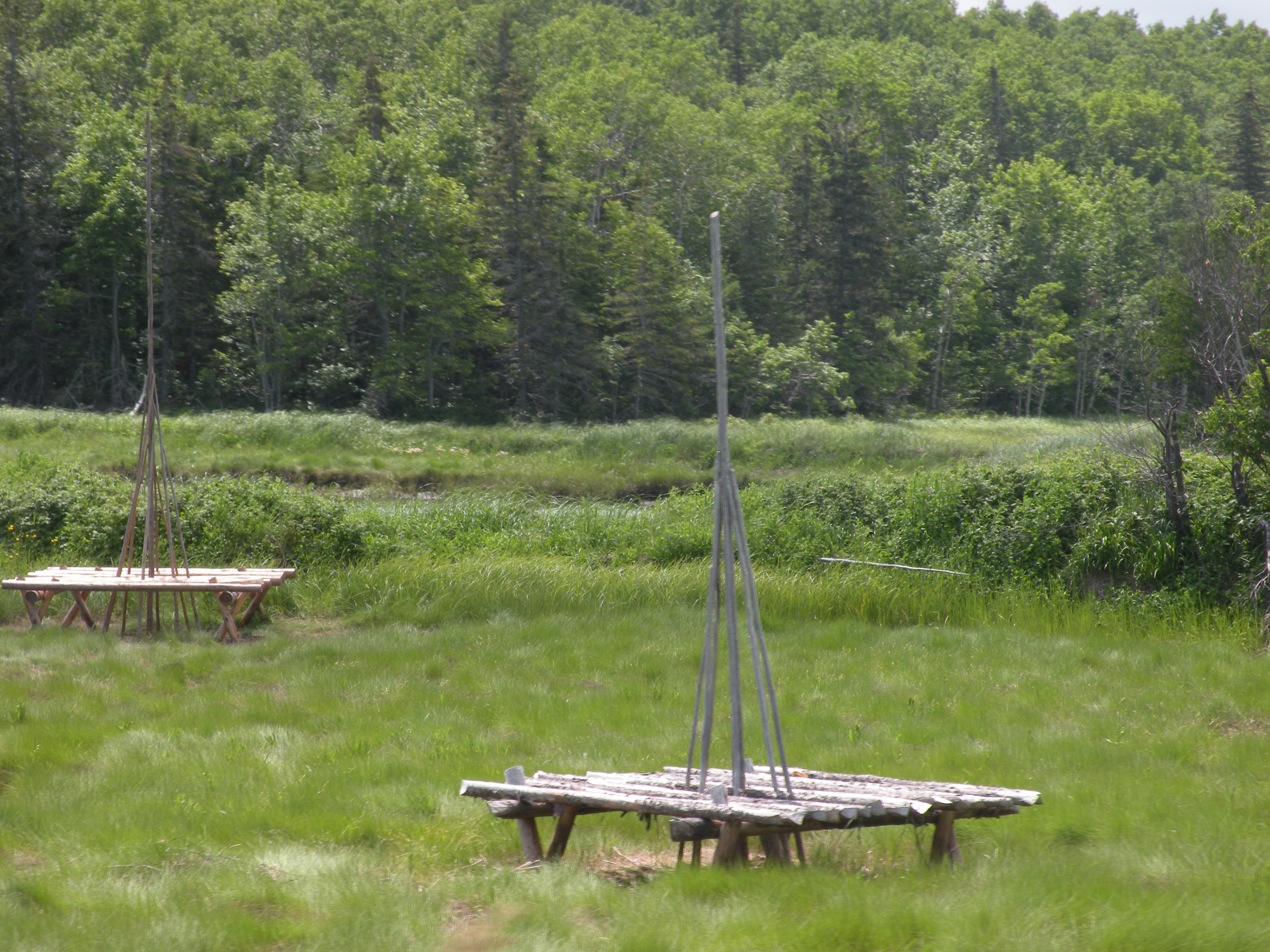
Les aboiteaux et les meules de foin de la rivière du Nord.

La rivière du Nord prend sa source à 45 mètres d'altitude dans l'ouest de Black Rock, dans le DSL de New Bandon. Elle se dirige ensuite généralement vers le nord-est pendant 5 kilomètres avant de partir vers l'est pendant plus de 8 kilomètres. Elle passe alors successivement au nord de Saint-Paul, au sud de Dugas et au nord du Village Historique Acadien de confluer avec la rivière Caraquet à la pointe des Deux-Rivières pour former la baie de Caraquet. La rivière traverse une plaine et son cours est très sinueux, en particulier près de son embouchure. Sa largeur est généralement de 10 mètres mais atteint 700 mètres au maximum de sa largeur.
Ses affluents sont des cours d'eau de faible longueur et débit, dont voici les deux principaux, d'amont en aval :
- le ruisseau des Prairies (9 km) à Saint-Paul dans Grande-Anse en rive droite ;
- le ruisseau Castor (3 km) au Village Historique Acadien en rive droite ;